# Liane Jakob-Rost
Pour les articles homonymes, voir Jakob.
Liane Jakob-Rost, née en 1928 à Berlin (Allemagne), est une assyriologue allemande.

## Biographie
Liane Jakob-Rost étudie les langues du Proche-Orient ancien à l'université de Berlin.
À partir de 1949, elle travaille au Vorderasiatisches Museum de Berlin.
Elle obtient son doctorat en 1952 et, en 1958, elle est conservatrice de la collection et est responsable de la réintégration des l'œuvres d'art pillées par l'Union soviétique. En 1978, elle succède à Gerhard Rudolf Meyer (de) en tant que directeur du musée. Elle prend sa retraite de ce poste en 1990 et st remplacée par Evelyn Klengel-Brandt.
Les recherches de Jakob-Rost portaient sur l'édition et la publication de sources cunéiformes dans la collection du musée. Elle a donné des présentations en Allemagne et à l'étranger et a également participé à plusieurs expositions à l'étranger. Elle a effectué des fouilles en Bulgarie et en Irak.

## Publications
- Die Entzifferung der Keilschrift. Zum 200. Geburtstag von GF Grotefen (Le déchiffrement du cunéiforme : le 200e anniversaire de GF Grotefen), Staatliche Museen, Berlin, 1975
- Das Lied von Ullikummi. Dichtungen der Hethiter (Le chant d'Ullikummi : la poésie des Hittites), Insel-Verlag, Leipzig, 1977
- avec Joachim Marzahn (de), Babylon, Staatliche Museen, Berlin, 1983
- avec Joachim Marzahn, Assyrische Königsinschriften de Ziegeln aus Assur (Inscriptions royales assyriennes sur des briques d'Assur), Akademie-Verlag, Berlin, 1985
- Das Vorderasiatische Museum, von Zabern, Mayence, 1992  (ISBN 3-8053-1188-5)
- avec Iris Gerlach (de), Die Stempelsiegel im Vorderasiatischen Museum (Les sceaux de timbres au musée Vorderasiatischen), von Zabern, Mayence, 1997  (ISBN 3-8053-2029-9)